# M.C. Koefoed
Marcus Conrad Koefoed (7. marts 1859 i Rønne - 8. februar 1939) var en dansk rektor.
Søn af Rektor C G Koefoed, bror til generaldirektør Andreas Michael Koefoed. 
Student (Sorø) 1876; cand. philol. 1885; Lærer ved 
Aarhus Katedralskole 1886; Adjunkt ved Rønne lærde Skole 
1893, Rektor 1903. 
Næstformand i Bestyrelsen for Dampskibsselskabet af 1866. 